# Riesenporling
Der Riesenporling (Meripilus giganteus) ist eine Pilzart aus der Familie der Riesenporlingsverwandten (Meripilaceae).

## Merkmale

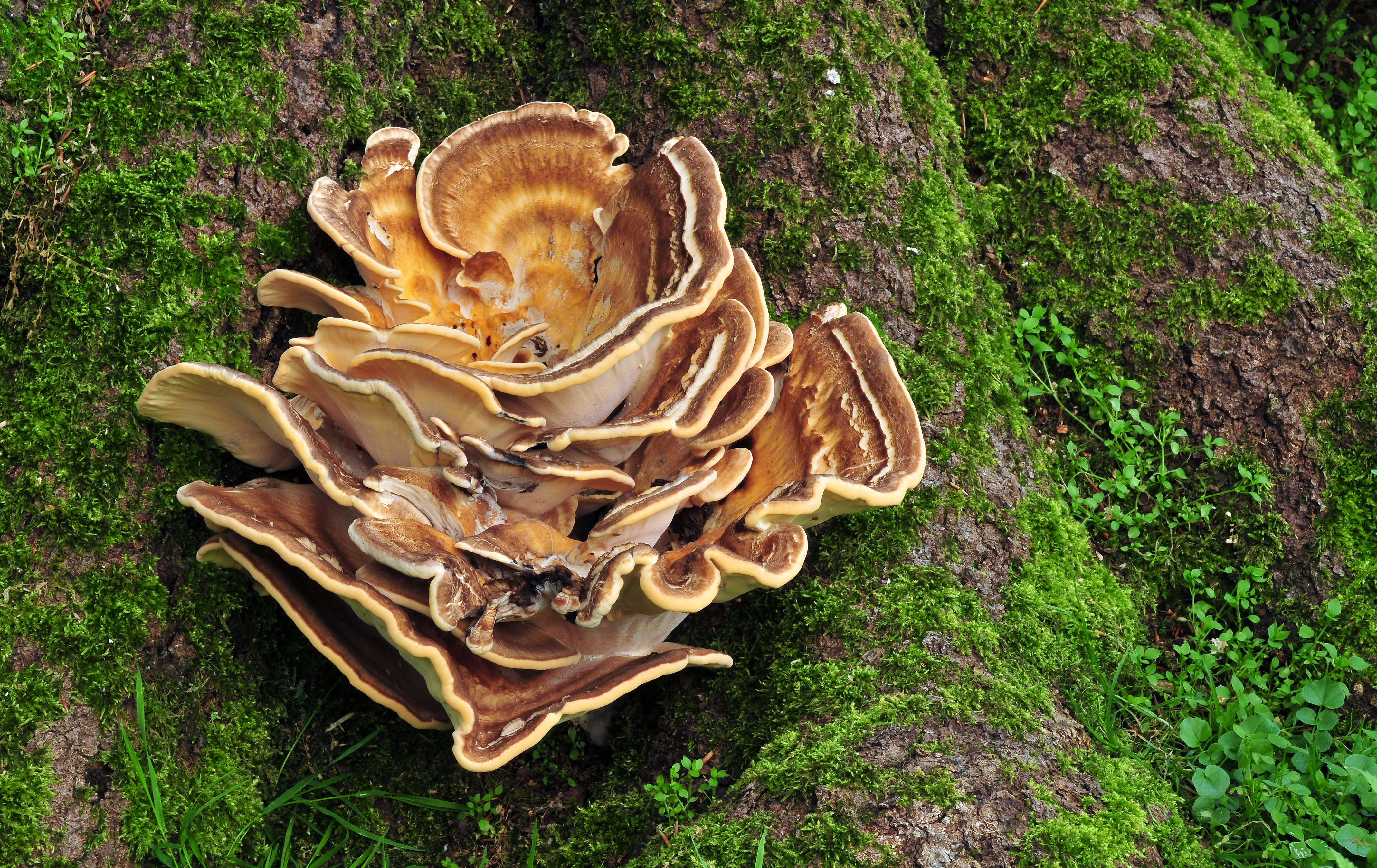
Riesenporling an der Stammbasis eines Baumstamms

### Makroskopische Merkmale
Die Fruchtkörper sind aus zahlreichen zungen- bis fächerförmigen Hüten zusammengesetzt, die einem gemeinsamen, wurzelnden Strunk entspringen. Die Hüte sind meist dachziegelig übereinander geschichtet und etwas gelappt. Seitlich verschmälern sie sich in einen kurzen, stielartigen Abschnitt.
Die Breite der Teilstücke beträgt 6 bis 20, die Dicke 1 bis 2 Zentimeter. Jung sind sie oberseits gelbbraun bis zimtfuchsig, dann dunkelbraun mit cremegelblichem Rand. Alt und verletzt schwärzen sie. Die Oberfläche ist schwach gezont, filzig, am Rand körnig, an der Basis runzelig. Der gesamte Fruchtkörper wird 20 bis 50, ausnahmsweise auch über 100 Zentimeter breit und bis zu 70 Kilogramm schwer. Damit bildet er in Mitteleuropa die größten und schwersten Sammelfruchtkörper.
Die erst spät gebildeten Röhren sind kurz und weiß, die sehr kurzen Poren am Strunk herablaufend, weiß bis blassgelb, bei Berührung schwärzend. Das Fleisch ist weiß und läuft an der Luft erst rötlich und später schwärzlich an. Es riecht würzig, älter unangenehm nach Pilz. Nur ganz jung ist es weich und saftig, später faserig und im Alter fast lederartig. Es schmeckt säuerlich.

### Mikroskopische Merkmale
Die Sporen sind breit elliptisch, glatt, 5 bis 7,5 auf 4 bis 6,5 Mikrometer groß.

## Ökologie und Phänologie

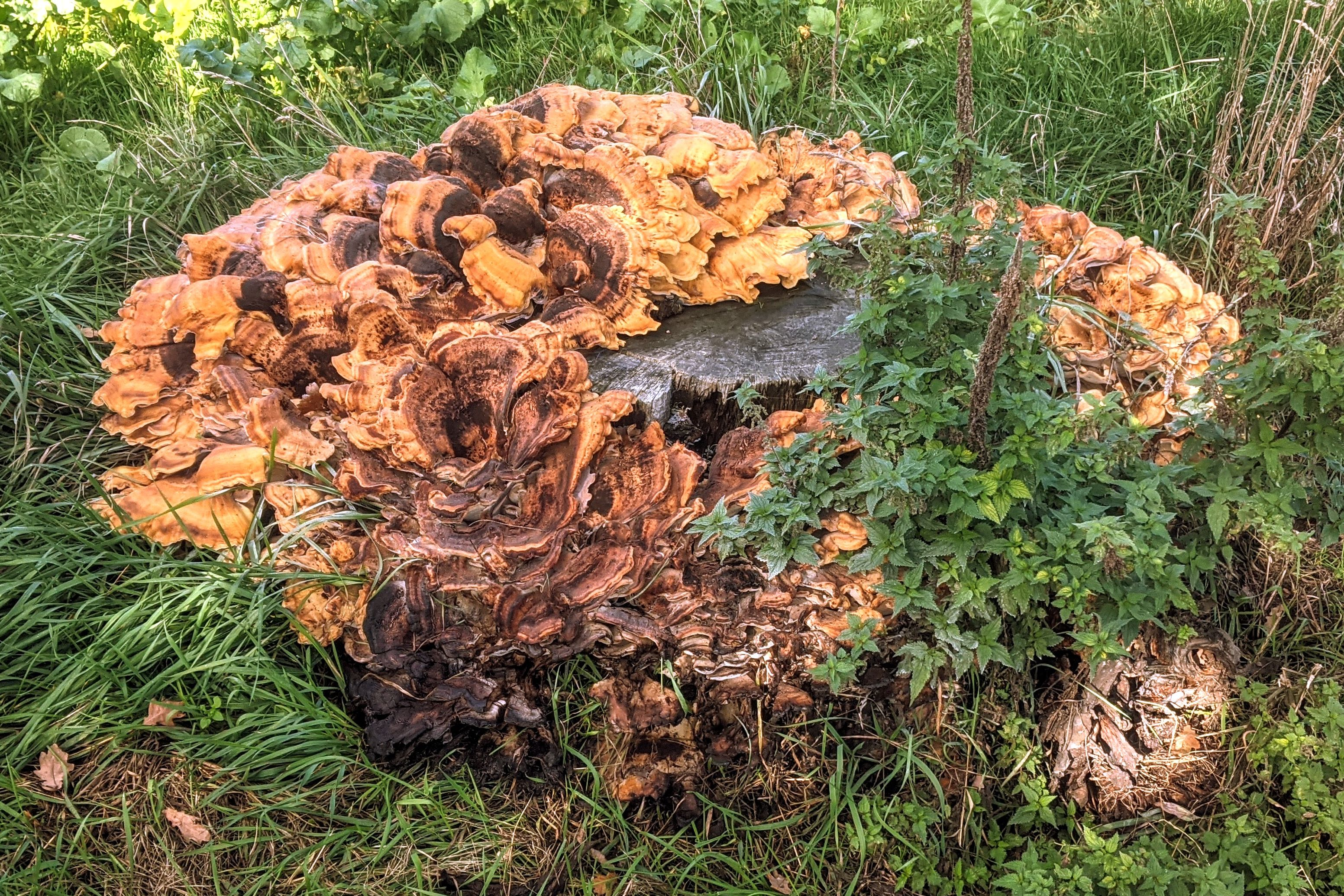
Ausgedehnter Riesenporling auf einem Baumstumpf

Das Myzel des Riesenporlings lebt als Weißfäule erzeugender Wurzelparasit in den unterirdischen Bereichen von Buchen, Eichen, Linden, Rosskastanien, Birken oder anderen Laubbäumen, sehr selten auch von Nadelbäumen. Ein Befall durch diesen Schwächeparasit bleibt oft jahrelang unentdeckt. Er verursacht eine intensive Weißfäule. Bei älteren Buchen ist er auch in naturbelassenen Wäldern nicht selten. Der Pilz befällt zunächst im Wurzelbereich tiefliegende Wurzeln und dringt dann in stammnahe Wurzelbereiche vor. Dort verursacht er im Xylem eine Versorgungsstörung, die schließlich eine starke Vitaliltätsminderung des Baumes zur Folge hat. Verringerung der Blattgrößen, Absterben der Baumkrone und des Baumstammes sind weitere Merkmale des Pilzbefalls. Befallene alte Buchen können aufgrund des Stabilitätsverlustes des Stammes mit voll begrünter Baumkrone unvermittelt zusammenbrechen.

## Bedeutung
Der Riesenporling ist jung essbar und damit einer der wenigen essbaren Porlinge.